# Banner (adelsslægt)
 For alternative betydninger, se Banner. (Se også artikler, som begynder med Banner)
Banner er en dansk uradelsslægt, der førte et skjoldmærke med et af rødt og sølv skrådelt felt, og som hjelmtegn en række bannere. Slægten udledte ligesom den svenske slægt Baner, sin herkomst fra Timme Sjællandsfarer. Denne skulle under Knud den Store's kampe i England, ifølge et sagn, i et kritisk øjeblik, da bannerføreren var falden, have standset uordenen i hæren, ved at fæste en bøgegren til odden af sit spyd, og brugt det som banner. Navnet optoges dog først af slægten i reformationstiden.
Den første mand af slægten, der kan påvises, er Erik Nielsen, (død 1345) lensmand på Aalborghus og marsk. En gren af dennes efterkommere optog senere navnet Høg, mens Hr. Niels Eriksen Banner til Vinstrup og Asdal, (rigsråd 1438, lensmand på Aalborg 1447), blev stamfader for den egentlige Banner-Linje. Dennes søn, Anders Nielsen Banner til Vinstrup, Asdal, Kokkedal m. m. (død cirka 1486), indtog som rigsråd en betydelig stilling. Den kendteste mand af slægten var dog dennes sønnesøn, Erik Eriksen Banner. Slægten ejede hovedgården Høgholt i 1400 og 1500-tallet.
Endnu på Frederik 3.s tid indtog de to brødre, Gehejmeråderne Erik Banner til Oregaard m. m. (død 1687) og Niels Banner (død 1670) til Hagenskov (»Frederiksgave«), Frederik 3.s yndling , ansete stillinger som højtståaende embedsmænd i enevoldskongens tjeneste. Med sidstnævntes sønnesøn, kaptajn i Søetaten, Niels Banner, uddøde slægten i 1713.

## Linjen Køller-Banner
13. februar 1772 blev chefen for det falsterske regiment den tyskfødte Georg Ludvig von Køller adlet som belønning for sin rolle i kuppet mod Johann Friedrich Struensee tidligere på året. I nobilisationspatentet af 13. februar siges der, at kongen for Køllers "besynderlige troskab og nidkærhed" har tilladt ham som et "sært kongeligt Nådeskendetegn" at forene med sit eget våbenskjold den "ældgamle danske bannerske families skjold, hjelm og våben". Han hed derefter Georg Ludvig von Køller-Banner.

## Den svenske slægt Banér
Banér er en svensk uradelslægt fra Uppland.
Tidligere tiders genealoger mente, at slægten var dansk, og den nedstammede fra den danske slægt Banner. Det er dog ikke lykkedes at påvise nogen sammenhæng mellem de to slægter, så i dag anser man Banér for at være en svensk slægt.
I 1625 blev slægten anerkendt som en svensk svendeslægt (adel i 2. klasse).
I 1651 blev Gustaf Banér friherre. Hans efterkommere lever stadig som friherreslægt nummer 22.
I 1651 blev Gustaf Adam Banér udnævnt til greve og overhoved for greveslægt nummer 11. Han efterlod sig dog ingen sønner, og slægten sluttede, da han døde i 1698. 

## Eksterne links
Slægtstræ